# アペックス (人材派遣)
株式会社アペックスは、東京都新宿区に本社を置く、建設・不動産業界を対象としたCADオペレーター・施工管理技術者の人材派遣、人材紹介、職業紹介を行う企業である。

## 沿革
- 1990年12月 - 東京都世田谷区に有限会社アペックス設立
- 2000年
  - 4月 - 特定労働者派遣事業届出
  - 9月 - 株式会社に改組
- 2005年4月 - 一般労働者派遣事業および有料職業紹介事業許可取得
- 2007年4月 - 東京都新宿区西新宿7-8-10オークラヤビル4階に移転
- 2008年8月 - プライバシーマーク付与認定
- 2010年6月 - 東京都新宿区西新宿6-5-1　新宿アイランドタワー5階に移転
- 2011年
  - 6月 - 宮城県仙台市青葉区に東北支店開設
  - 7月 - CAD技術者の採用に特化したWebサイト「CAD お仕事ナビ」を開設[5]
- 2014年
  - 2月 - CADオペレーターとして働く者を応援する新サイト「CAD カフェ」を開設[6]
  - 12月 - 全派遣スタッフを対象に派遣ボーナス制度を開始[7]